# Letohrádek Belveder s kaplí sv. Jana Křtitele na Vysoké
Pozůstatky letohrádku Belveder s kaplí svatého Jana Křtitele a poustevnou či malým klášterem se nacházejí v lese na vrcholu kopce Vysoká (471 m n. m.) na katastrálním území stejnojmenné vesnice, která je částí městyse Suchdol v okrese Kutná Hora. Zřícenina barokního letohrádku, kaple a pousteven je zapsaná v Ústředním seznamu kulturních památek České republiky.

## Historie
Unikátní stavbu, která byla zároveň letohrádkem a kaplí, nechal na Vysoké postavit v letech 1695 až 1697 hrabě František Antonín Špork, kterému kromě jiných rozsáhlých majetků v Čechách patřilo také malešovské panství na Kutnohorsku.

Za autora atypické stavby je považován Giovanni Battista Alliprandi, který pocházel z provincie Como v severní Itálii a později patřil k nejvýznamnějším českým barokním architektům.Mladý Giovanni Battista Alliprandi v té době již pracoval pro hraběte Šporka. Pojetí stavby zjevně vychází z nákresů ideálních letohrádků Alliprandiho učitele, známého vídeňského architekta Johanna Bernharda Fischera z Erlachu. Na stavbu bylo vynaloženo 1400 dukátů, tj. 5 600 zlatých. Traduje se, že hrabě Špork během lázeňského pobytu v Karlových Varech v roce 1695 tuto částku vyhrál v kartách na saském kurfiřtu Fridrichu Augustovi I., pozdějším polském králi a velkoknížeti litevském, známém jako August II. Silný.

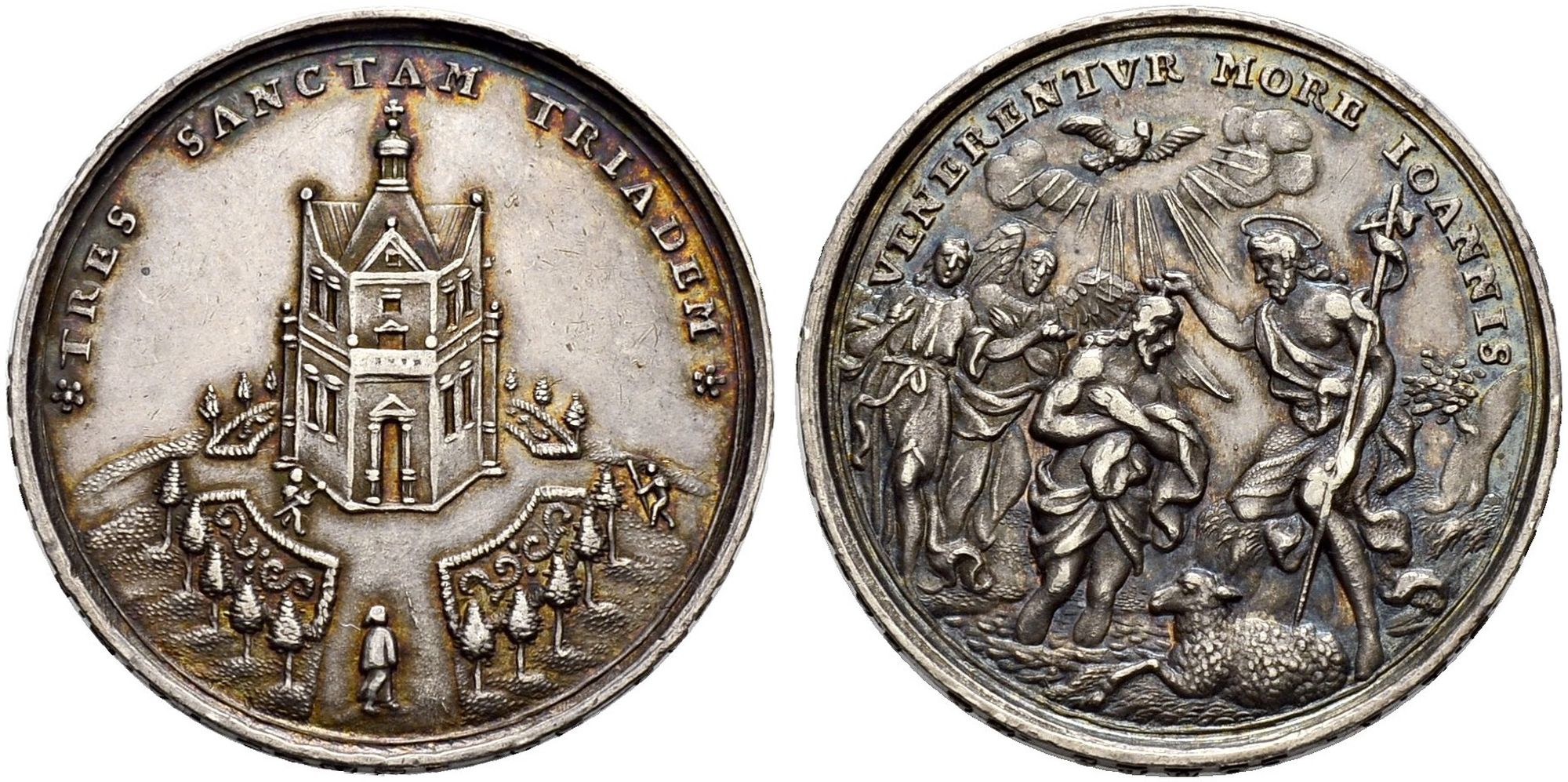
Medaile, kterou nechal zhotovit v František Antonín Špork roce 1697 u příležitosti posvěcení kaple sv. Jana Křtitele na Vysoké

Slavnostní otevření letohrádku, spojené s vysvěcením kaple sv. Jana Křtitele, se konalo 24. června 1697. Kapli vysvětil Tobiáš Jan Becker, kanovník metropolitní kapituly u sv. Víta v Praze. František Antonín Špork při této příležitosti uspořádal impozantní slavnost s hostinou, na kterou pozval nejen množství šlechticů, ale také na 20 000 svých  poddaných z celého malešovského panství. Na památku této události nechal hrabě Špork vyrazit 1000 pamětních medailí ze slitiny stříbra a cínu. Na líci medaile byla vyobrazena polygonální stavba  letohrádku, na rubu pak Kristův křest.
O rok později, v roce 1698 ještě nechal hrabě Špork západně od letohrádku postavit poustevnu. V zemských deskách je uložena zakládací listina z 8. března 1698, v níž se hovoří o poustevně pro tři poustevníky „na tak zvaném vrchu Vysoká aneb Belveder“ a o jejich zaopatření základními potřebami z prostředků majitelů panství.
Poslední velkou barokní slavnost uspořádal hrabě Špork na Vysoké 24. června 1699 u příležitosti oslavy křtu svého syna Jana Františka Antonína Josefa Adama. Již o měsíc později, 20. července 1699, však František Antonín Špork prodal malešovské panství i se stavbami na Vysoké hraběti Františku Antonínu Halleweilovi. Po hraběti Halleweilovi získal v roce 1711 malešovské panství Johann Franz Karl Ostein. Ani jeden z těchto dvou nových majitelů, ani další vlastníci v pozdější době letohrádek nevyužívali, pouze  Friedrich Anton Ostein-Dalberg nechal stavbu v roce 1797 nově zastřešit. Kaple s poustevnami byla pod správou augustiniánů z Lysé nad Labem až do roku 1759.
Letohrádek zůstal i na počátku 19. století pustý a jeho zkázu dokonal blesk, který do něj udeřil 30. dubna 1834 a stavbu zapálil. Až ve druhé dekádě 21. století občanské sdružení Belveder iniciovalo nejnutnější opravy stavby, na které přispělo Ministerstvo kultury ČR, městys Suchdol, který je vlastníkem nemovitosti, a v rámci projektu „Partnerství pro Kolínsko“ nemalou částkou poskytla také společnost TPCA Kolín.

## Popis

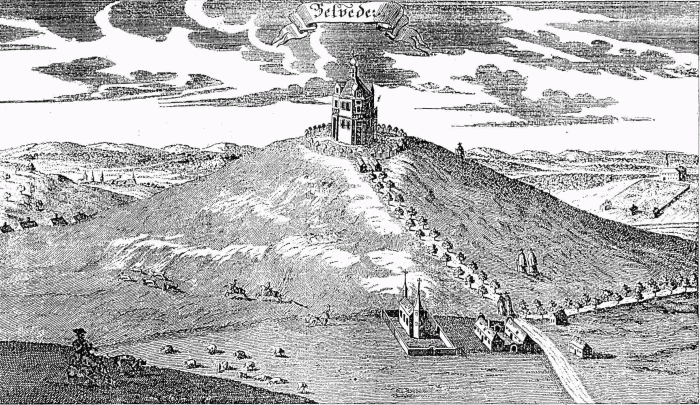
Belveder, rytina z r.1715

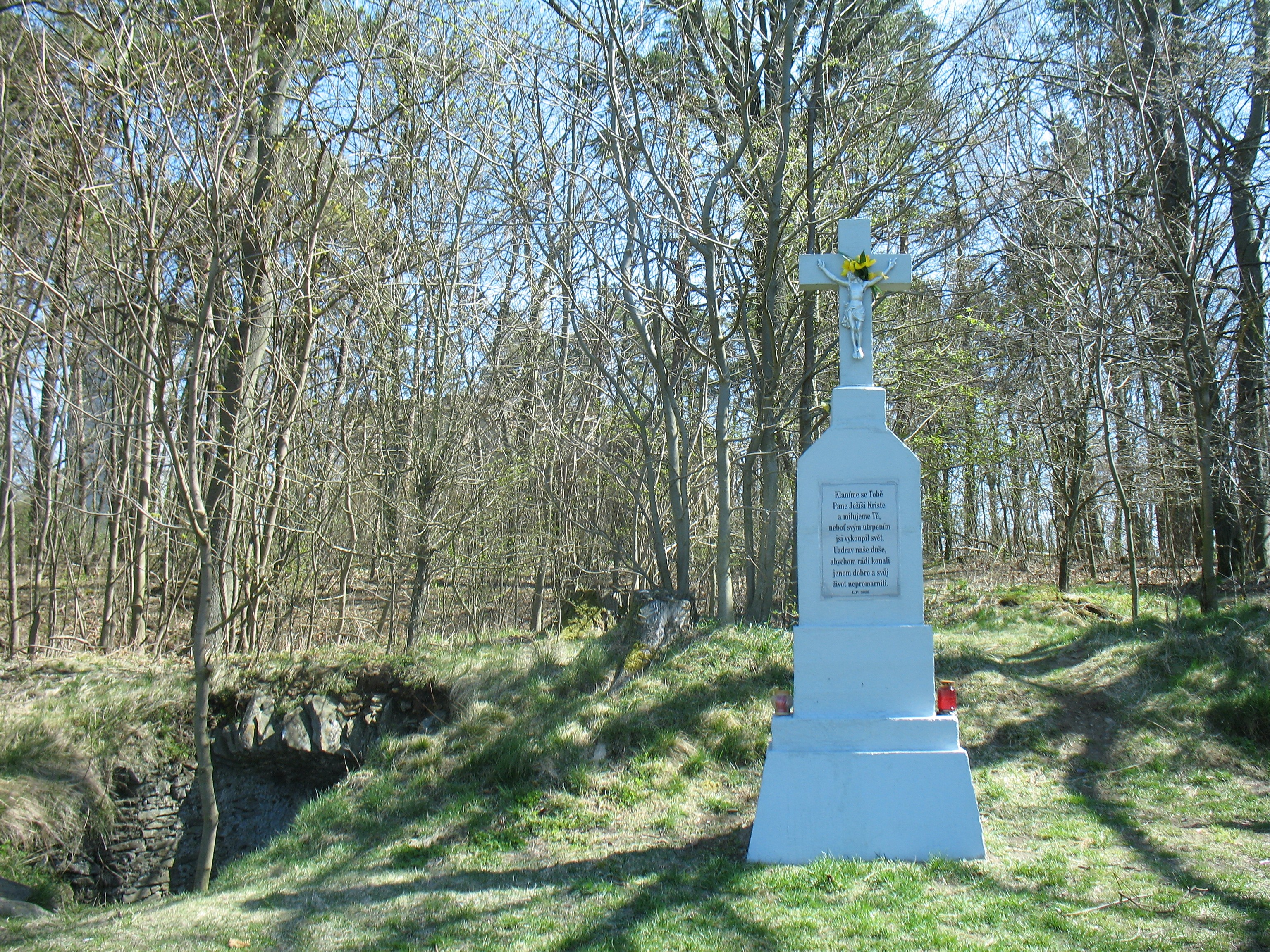
Kříž z roku 2020 na západním okraji vrcholu Vysoké u původního barokního sklepení, pravděpodobně pozůstatku pousteven či menšího kláštera

Centrální část původní patrové stavby byla vybudována na oktagonálním půdorysu a také střecha, zakončená malou věžičkou, byla osmiboká. V prvním patře této ústřední stavby se nacházely obytné prostory – velký sál a čtyři pokoje pro hraběte a jeho rodinu. Ve věžičce byla vyhlídková místnost, která sloužila jako rozhledna.
Uprostřed letohrádku, který byl zároveň kaplí, stála socha svatého Jana Křtitele, nad níž bylo jako baldachýn umístěno zlaté slunce, ze kterého tryskala voda do mramorové kašny. Olověné trysky byly nejen v centrálním slunci nad sochou, dalších osm bylo  umístěno v nárožích římsy po obvodu kaple, odkud rovněž stříkala voda. (U příležitosti slavnostního otevření letohrádku a vysvěcení kaple v roce 1697 v mramorové kašně v přízemí stavby bylo hostům místo vody nabízeno víno).

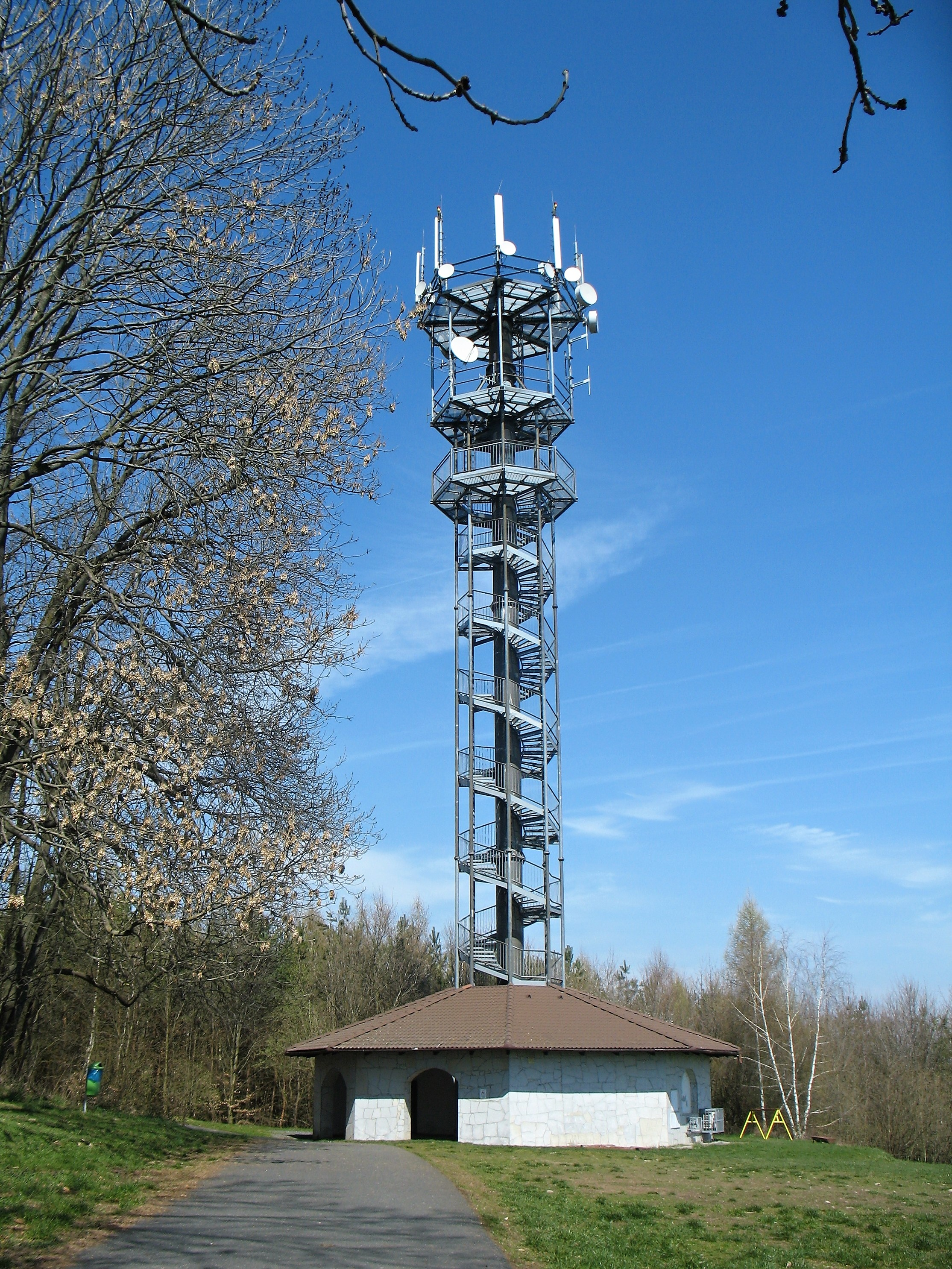
Nedaleko barokních památek se nachází rozhledna Vysoká

Další přístavby, někdejší předsíně, upravené jako krápníkové jeskyně neboli grotty, které tuto centrální část obklopovaly, dotvářely půdorys objektu do podoby čtverce se skosenými rohy. Do 21. století se ze stavby dochovalo až do úrovně její hlavní římsy obvodové smíšené zdivo. Na zdech jsou patrné některé fragmenty omítky a kamenných detailů. Před vstupem do areálu se nachází klenutý sklep.

## Přístup
Ruiny barokních staveb na Vysoké jsou volné přístupné. Na vrchol kopce vede zeleně značená turistická cesta od západu z Vysoké nebo z jihu ze sousedních Mezholez, které již náležejí k obci Miskovice. Poblíž zříceniny se nacházejí další zajímavé objekty. Stojí zde například betonová zeměměřická věž, jejíž okolí má status chráněného území geodetického bodu 1. řádu.
Zhruba sedm desítek metrů východně od zříceniny Šporkova letohrádku se tyčí do výšky 35 metrů rozhledna Vysoká. Rozhledna, na níž vede 144 schodů, byla vybudována v roce 2001 v souvislosti s výstavbou vysílače pro operátora sítě mobilních telefonů a obec Miskovice ji zpřístupnila veřejnosti 30. dubna 2002.
V těsné blízkosti letohrádku se nachází 2,5 metru vysoký novodobý menhir. Kámen, který sem umístili v roce 2014 členové občanského sdružení Denemark, byl vyzvednut z koryta říčky Vrchlice. Několik metrů na východ od menhiru roste 25 metrů vysoký buk lesní, který je zapsán na seznamu chráněných památných stromů.

## Zajímavost
V roce 2008 natočila Česká televize na Vysoké jeden z pořadů tehdy nového cyklu ČT Toulavá kamera. O Šporkově Belvederu s kaplí v tomto díle vyprávěl historik Regionálního muzea v Kolíně. Ruiny letohrádku se objevily v americkém akčním filmu Balerína.